# Помонский колледж
Помонский колледж (англ. Pomona College; о файле/pəˈmoʊnə/ — американский частный колледж свободных искусств в Клермонте (Калифорния). Основан 14 октября 1887 года группой христиан-конгрегационалистов, которые хотели воссоздать «типичный колледж Новой Англии» на территории Южной Калифорнии. В 1925 году он стал одним из основателей консорциума «Клермонтские колледжи».
Помонский колледж предоставляет обучение по четырёхлетней программе бакалавриата, в котором около 1700 студентов обучаются 48 специальностям по гуманитарным дисциплинам и около 650 курсам, а также имеют доступ к более чем 2000 дополнительным курсам в других колледжах Клермонта. Его кампус площадью 140 акров (57 га) расположен в жилом посёлке в 35 милях (56 км) к востоку от центра Лос-Анджелеса, близ предгорий массива Сан-Гейбриел.
По состоянию на 2021 год в Помонском колледже самый низкий уровень приёма среди всех колледжей свободных искусств США. Он считается самым престижным гуманитарным колледжем на американском Западе и одним из самых престижных в стране. По состоянию на июнь 2023 года его целевой фонд составляет 2,8 млрд долларов, что делает его одним из десяти самых богатых университетов США в расчёте на одного учащегося. Почти все студенты живут в кампусе, и студенческий состав отличается расовым, географическим и социоэкономическим разнообразием.
Среди выдающихся выпускников Помонского колледжа — лауреаты премий «Оскар», «Эмми», «Грэмми», «Тони» и Пулитцеровской; сенаторы, послы и другие федеральные чиновники США; бизнесмены-миллиардеры; один лауреат Нобелевской премии; члены национальных академий и олимпийские спортсмены. Колледж является ведущей альма-матер стипендиатов Фулбрайта и лауреатов других стипендий.

## Образовательные программы

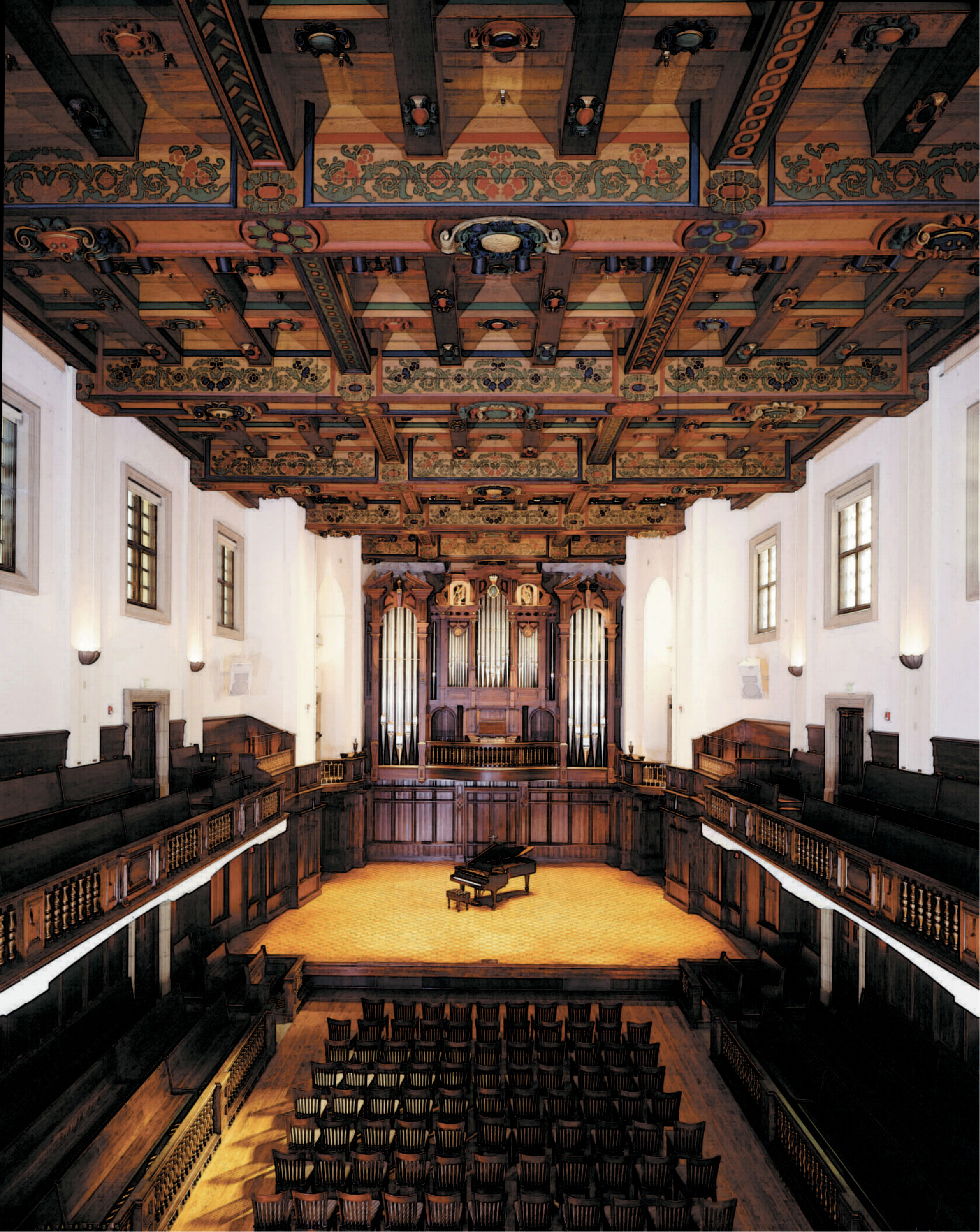
В Bridges Hall of Music проходят выступления музыкальных ансамблей колледжа.

Помонский колледж предлагает обучение гуманитарным дисциплинам и присуждает степень бакалавра искусств. Колледж работает по семестровой системе, с обычной учебной нагрузкой, состоящей из четырёх полноценных курсов в семестр. Для окончания обучения необходимы 32 кредита и средний балл C, наряду с требованиями основного семинара по критическим исследованиям первого года обучения, по крайней мере, одного курса в каждой из шести областей «широты обучения», знание иностранного языка, два курса физического воспитания, интенсивный курс письма, интенсивный курс разговорной речи и курс «анализа различий» (обычно изучающий тип структурного неравенства).
Помонский колледж предлагает 48 специальностей, у большинства из которых также есть соответствующая дополнительная специальность, кроме того, студенты сами могут подать прошение о создании своей собственной специальности. Среди выпускников 2023 года 21 % студентов специализируются на искусстве и гуманитарных науках, 39 % — на естественных науках, 24 % — в социальных науках и 16 % — в междисциплинарных областях. 19 % студентов получили двойную специальность, 29 % — неосновную и 2 % — несколько дополнительных специальностей. Колледж не позволяет специализироваться на предпрофессиональных дисциплинах, таких как медицина или право, но предлагает академические консультации в этих областях и комбинированные инженерные программы с Калифорнийским технологическим институтом, Дартмутским колледжом и Университетом Вашингтона.